# 奧羅格蘭德 (新墨西哥州)
奧羅格蘭德（英語：Orogrande）是位於美國新墨西哥州奧特羅縣的普查規定居民點。

## 人口
根據2020年美國人口普查的數據，奧羅格蘭德的面積為14.71平方千米，皆為陸地。當地共有人口35人，而人口密度為每平方千米2.38人。